# Nathaniel Lammons
Nathaniel Lammons (* 12. srpna 1993 Arlington, Texas) je americký profesionální tenista, deblový specialista. Ve své dosavadní kariéře na okruhu ATP Tour vyhrál deset deblových turnajů. Na challengerech ATP a okruhu ITF získal dvacet pět titulů ve čtyřhře.
Na žebříčku ATP byl ve dvouhře nejvýše klasifikován v lednu 2019 na 591. místě a ve čtyřhře v listopadu 2024 na 19. místě.

## Tenisová kariéra
V letech 2013–2016 hrál akademický tenis za Mustangy na Southern Methodist University v texaském University Parku, kde vystudoval strojní inženýrství a následně se stal profesionálem.
Debut v hlavní soutěži grandslamu zaznamenal v mužském deblu US Open 2018, do něhož s krajanem Robertem Gallowayem nastoupili jako náhradníci. V prvním zápase přehráli Američany Kevina Kinga s Reillym Opelkou, než je vyřadili jedenáctí nasazení Ivan Dodig s Marcelem Granollersem. První soutěží vyjma grandslamu se na okruhu ATP Tour stala únorová čtyřhra Sofia Open 2019. S Gallowayem na úvod nestačili na Indy Džívana Nedunčežijana a Purava Radžu. Zápas poprvé vyhrál po boku Švéda Andrého Göranssona na Stockholm Open 2019, kde vyřadili Španěly Andújara s Granollersem. Do semifinále premiérově postoupil s Jacksonem Withrowem na montpellierském  Open Sud de France 2021 a o dva týdny později také na marseillském Open 13 Provence 2021. Na úvod newyorského US Open 2021 zdolali první světový pár tvořený Chorvaty Nikolou Mektićem a Matem Pavićem, ale poté nenašli recept na Berankise s Pairem.

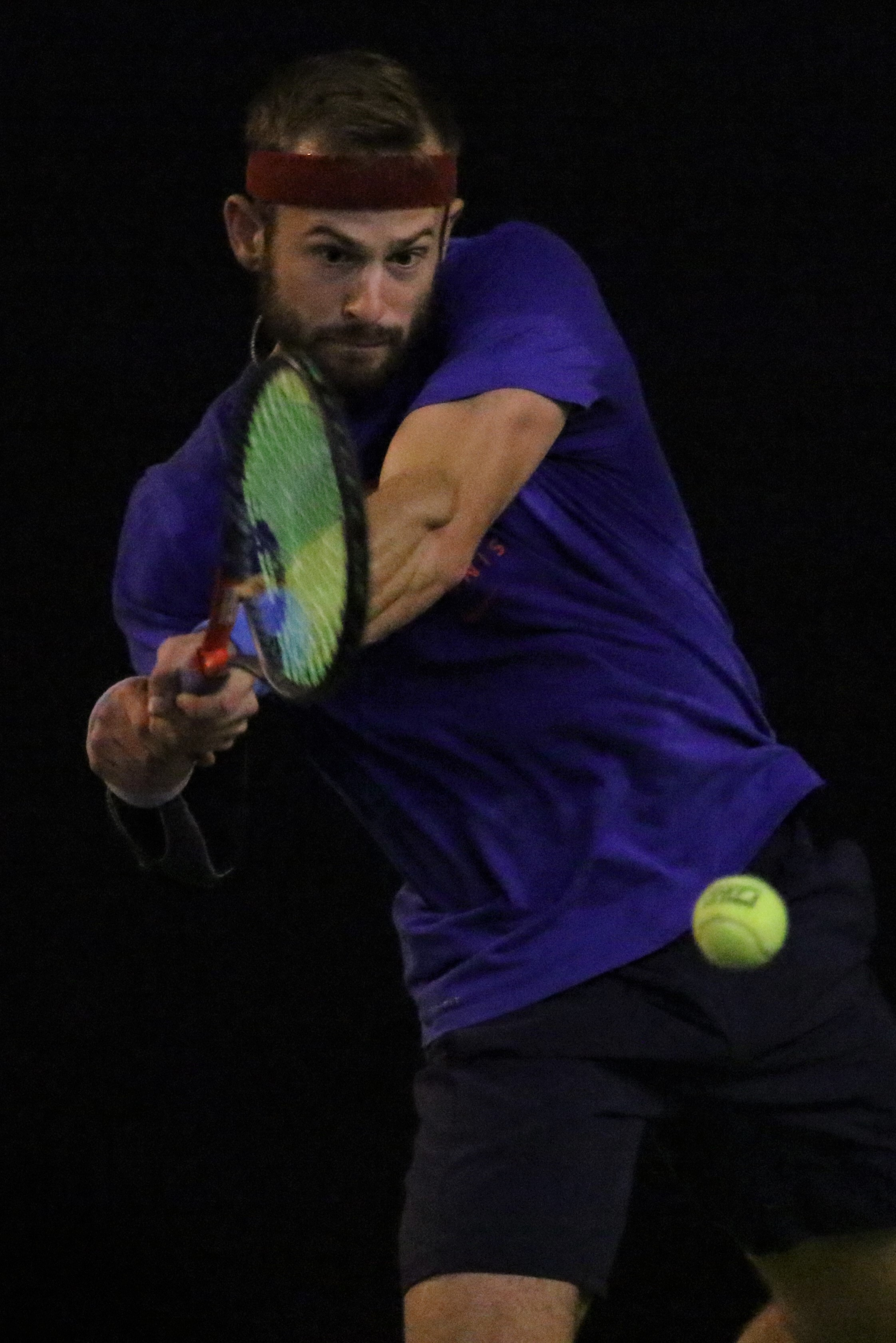
Bekhend na challengeru v Mouilleron-le-Captif, 2021

Premiérové finále si zahrál s Andrém Göranssonem ve čtyřhře antukového Chile Open 2022, z něhož odešli poraženi od Brazilců Rafaela Matose a Felipa Meligeniho Alvese. V úvodní sadě přitom nevyužili čtyři setboly. Následující dvě finálové účasti již proměnil v tituly. Nejdříve s Withrowem ovládli kalifornský San Diego Open 2022 po závěrečném vítězství nad Australany Jasonem Kublerem a Lukem Savillem. Sérii neporazitelnosti prodloužili na osm výher, když navázali na challengerový triumf z předchozího týdne v severokarolínském Cary. S Jihoafričanem Ravenem Klaasenem splnili roli turnajových jedniček na říjnovém Korea Open 2022 v soulském areálu olympijských her 1988, když ve finále zdolali kolumbijsko-mexické turnajové dvojky Nicoláse Barrientose a Miguela Ángela Reyese-Varelu. Společně odehráli druhý turnaj a vylepšili tak čtvrtfinálovou účast z květnového Lyon Open 2022.
Po boku Withrowa zahájil sérii finálových porážek na Gijón Open 2022, aucklandském
ASB Classic 2023, Dallas Open 2023 a acapulském Abierto Mexicano Telcel 2023 z kategorie ATP 500. První semifinále Mastersu si s Withrowem zahráli na Miami Open 2023, kde je vyřadili pozdější šampioni Santiago Gonzalez a Édouard Roger-Vasselin. V semifinále smíšené soutěže French Open 2023 nezvládl s Kanaďankou Gabrielou Dabrowskou oba tiebreaky proti dvojici Bianca Andreescuová a Michael Venus.

## Finále na okruhu ATP Tour

### Čtyřhra: 17 (10–7)
| Legenda                   |
| ------------------------- |
| Grand Slam (0)            |
| Turnaj mistrů (0)         |
| ATP Tour Masters 1000 (0) |
| ATP Tour 500 (1–2)        |
| ATP Tour 250 (9–5)        |

| Stav      | č.  | datum         | turnaj                           | kategorie | povrch    | spoluhráč       | soupeři ve finále                            | výsledek                   |
| --------- | --- | ------------- | -------------------------------- | --------- | --------- | --------------- | -------------------------------------------- | -------------------------- |
| Finalista | 1.  | únor 2022     | Santiago, Chile                  | ATP 250   | antuka    | André Göransson | Felipe Meligeni Alves Rafael Matos           | 6–7(8–10), 6–7(3–7)        |
| Vítěz     | 1.  | září 2022     | San Diego, Spojené státy         | ATP 250   | tvrdý     | Jackson Withrow | Jason Kubler Luke Saville                    | 7–6(7–5), 6–2              |
| Vítěz     | 2.  | říjen 2022    | Soul, Jižní Korea                | ATP 250   | tvrdý     | Raven Klaasen   | Nicolás Barrientos Miguel Ángel Reyes-Varela | 6–1, 7–5                   |
| Finalista | 2.  | říjen 2022    | Gijón, Španělsko                 | ATP 250   | tvrdý (h) | Jackson Withrow | Máximo González Andrés Molteni               | 7–6(8–6), 6–7(4–7), [5–10] |
| Finalista | 3.  | leden 2023    | Auckland, Nový Zéland            | ATP 250   | tvrdý     | Jackson Withrow | Nikola Mektić Mate Pavić                     | 4–6, 7–6(7–5), [6–10]      |
| Finalista | 4.  | únor 2023     | Dallas, Spojené státy            | ATP 250   | tvrdý (h) | Jackson Withrow | Jamie Murray Michael Venus                   | 6–1, 6–7(4–7), [7–10]      |
| Finalista | 5.  | březen 2023   | Acapulco, Mexiko                 | ATP 500   | tvrdý     | Jackson Withrow | Alexander Erler Lucas Miedler                | 6–7(9–11), 6–7(3–7)        |
| Vítěz     | 3.  | červenec 2023 | Newport, Spojené státy           | ATP 250   | tráva     | Jackson Withrow | William Blumberg Max Purcell                 | 6–3, 5–7, [10–5]           |
| Vítěz     | 4.  | červenec 2023 | Atlanta, Spojené státy           | ATP 250   | tvrdý     | Jackson Withrow | Max Purcell Jordan Thompson                  | 7–6(7–3), 7–6(7–4)         |
| Vítěz     | 5.  | srpen 2023    | Winston-Salem, Spojené státy     | ATP 250   | tvrdý     | Jackson Withrow | Lloyd Glasspool Neal Skupski                 | 6–3, 6–4                   |
| Finalista | 6.  | září 2023     | Ču-chaj, Čína                    | ATP 250   | tvrdý     | Jackson Withrow | Jamie Murray Michael Venus                   | 4–6, 4–6                   |
| Vítěz     | 6.  | říjen 2023    | Astana, Kazachstán               | ATP 250   | tvrdý     | Jackson Withrow | Mate Pavić John Peers                        | 7–6(7–4), 7–6(9–7)         |
| Finalista | 7.  | říjen 2023    | Vídeň, Rakousko                  | ATP 500   | tvrdý (h) | Jackson Withrow | Rajeev Ram Joe Salisbury                     | 4–6, 7–5, [10–12]          |
| Vítěz     | 7.  | červen 2024   | Rosmalen, Nizozemsko             | ATP 250   | tráva     | Jackson Withrow | Wesley Koolhof Nikola Mektić                 | 7–6(7–5), 7–6(7–3)         |
| Vítěz     | 8.  | červenec 2024 | Atlanta, Spojené státy (2)       | ATP 250   | tvrdý     | Jackson Withrow | André Göransson Sem Verbeek                  | 4–6, 6–4, [12–10]          |
| Vítěz     | 9.  | srpen 2024    | Washington, Spojené státy        | ATP 500   | tvrdý     | Jackson Withrow | Rafael Matos Marcelo Melo                    | 7–5, 6–3                   |
| Vítěz     | 10. | srpen 2024    | Winston-Salem, Spojené státy (2) | ATP 250   | tvrdý     | Jackson Withrow | Julian Cash Robert Galloway                  | 6–4, 6–3                   |

## Tituly na challengerech ATP a okruhu ITF
| Legenda                 |
| ----------------------- |
| Challengery (0 D; 16 Č) |
| ITF (0 D; 9 Č)          |

### Čtyřhra (25 titulů)
| Č.  | datum         | turnaj                       | povrch    | spoluhráč          | poražení finalisté                     | výsledek               |
| --- | ------------- | ---------------------------- | --------- | ------------------ | -------------------------------------- | ---------------------- |
| 1.  | červen 2016   | Tulsa, Spojené státy         | tvrdý     | Dane Webb          | Rikus de Villiers Clay Thompson        | 7–5, 4–6, [12–10]      |
| 2.  | prosinec 2016 | Tallahassee, Spojené státy   | tvrdý (h) | Robert Galloway    | Aziz Dougaz Guy Orly Iradukunda        | 6–4, 5–7, [10–8]       |
| 3.  | květen 2017   | Córdoba, Mexiko              | tvrdý     | Farris Fathi Gosea | Hunter Callahan Bernardo Saraiva       | 6–4, 6–7(5–7), [10–8]  |
| 4.  | červen 2017   | Harare, Zimbabwe             | tvrdý     | Benjamin Lock      | Mark Fynn Nicolaas Scholtz             | 6–2, 6–3               |
| 5.  | červenec 2017 | Harare, Zimbabwe             | tvrdý     | Benjamin Lock      | Baptiste Crepatte Thomas Setodji       | 7–6(7–4), 6–2          |
| 6.  | srpen 2017    | Decatur, Spojené státy       | tvrdý     | Alexandru Gozun    | Edward Bourchier Harry Bourchier       | 6–2, 7–6(7–2)          |
| 7.  | září 2017     | Plaisir, Francie             | tvrdý (h) | Alex Lawson        | Antoine Hoang Grégoire Jacq            | 4–6, 7–6(9–7), [10–4]  |
| 8.  | říjen 2017    | Rodez, Francie               | tvrdý (h) | Alex Lawson        | Antoine Hoang Ugo Humbert              | 7–6(7–4), 4–6, [10–7]  |
| 9.  | prosinec 2017 | Tallahassee, Spojené státy   | tvrdý (h) | Alex Lawson        | Jose E Gracia Lucas Poullain           | 6–3, 6–0               |
| 1.  | červenec 2018 | Scheveningen, Nizozemsko     | antuka    | Ruben Gonzales     | Luis David Martínez Gonçalo Oliveira   | 6–3, 6–7(8–10), [10–5] |
| 2.  | leden 2019    | Newport Beach, Spojené státy | tvrdý     | Robert Galloway    | Romain Arneodo Andrej Vasilevskij      | 7–5, 7–6(7–1)          |
| 3.  | únor 2019     | Cherbourg, Francie           | tvrdý (h) | Robert Galloway    | Raúl Brancaccio Javier Barranco Cosano | 4–6, 7–6(7–4), [10–8]  |
| 4.  | červenec 2019 | Ludwigshafen, Německo        | antuka    | Fernando Romboli   | Pedro Sousa João Domingues             | 7–6(7–4), 6–1          |
| 5.  | září 2019     | New Haven, Spojené státy     | tvrdý     | Robert Galloway    | Sander Gillé Joran Vliegen             | 7–5, 6–4               |
| 6.  | únor 2020     | Cleveland, Spojené státy     | tvrdý     | Treat Conrad Huey  | Luke Saville John-Patrick Smith        | 7–5, 6–2               |
| 7.  | březen 2020   | Columbus, Spojené státy      | tvrdý     | Treat Conrad Huey  | Lloyd Glasspool Alex Lawson            | 7–6(7–3), 7–6(7–4)     |
| 8.  | říjen 2020    | Split, Chorvatsko            | antuka    | Treat Conrad Huey  | André Göransson Hunter Reese           | 6-4, 7–6(7–3)          |
| 9.  | březen 2021   | Nur-Sultan, Kazachstán       | tvrdý (h) | Jackson Withrow    | Nathan Pasha Max Schnur                | 6-4, 6-2               |
| 10. | květen 2021   | Biella, Itálie               | antuka    | André Göransson    | Rafael Matos Felipe Meligeni Alves     | 7–6(7–3), 6–3          |
| 11. | květen 2021   | Heilbronn, Německo           | antuka    | Jackson Withrow    | André Göransson Sem Verbeek            | 6–7(4–7), 6–4, [10–8]  |
| 12. | listopad 2021 | Champaign, Spojené státy     | tvrdý (h) | Jackson Withrow    | Treat Conrad Huey Max Schnur           | 6–4, 3–6, [10–6]       |
| 13. | duben 2022    | Split, Chorvatsko            | antuka    | Albano Olivetti    | Sadio Doumbia Fabien Reboul            | 4–6, 7–6(8–6), [10–7]  |
| 14. | červenec 2022 | Salcburk, Rakousko           | antuka    | Jackson Withrow    | Alexander Erler Lucas Miedler          | 7–5, 5–7, [11–9]       |
| 15. | září 2022     | Cary, Spojené státy          | tvrdý     | Jackson Withrow    | Treat Conrad Huey John-Patrick Smith   | 7–5, 2–6, [10–5]       |
| 16. | březen 2023   | Phoenix, Spojené státy       | tvrdý     | Jackson Withrow    | Hugo Nys Jan Zieliński                 | 6–7(1–7), 6–4, [10–8]  |